# Sagittaria pusilla
Sagittaria pusilla es una especie de Liliopsida del género Sagittaria, de la familia Alismataceae, del orden Alismatales.

## Taxonomía
Fue descrita científicamente por Blume. Fue publicado por primera vez en Enum. Pl. Javae: 34 (1827).